# Władimirowo (obwód Montana)
Władimirowo (bułg. Владимирово) – wieś w Bułgarii, w obwodzie Montana, w gminie Bojczinowci. Według danych szacunkowych Ujednoliconego Systemu Ewidencji Ludności oraz Usług Administracyjnych dla Ludności, 15 września 2023 roku miejscowość liczyła 1339 mieszkańców.

## Cerkiew
Stary kościół „Św. Mikołaja Cudotwórcy” został w latach 70. XX wieku uznany za zabytek kultury. Według niektórych historyków powstał nie później niż w XVII wieku, według innych znacznie wcześniej. Zachował się fryz apostolski, otoczony sznurowaną ramą. Ikony są dziełem malarzy z Debyru. W latach 70. XX w. ikony oddano do renowacji, ale zaginęły i nie odnaleziono ich do dzisiaj. Ikonostas nowego kościoła „Św. Mikołaja Cudotwórcy” jest dziełem rzemieślników Debryrskich z rodziny Filipowów.